# Lipanjska džamija u Gračanici
Lipanjska džamija (poznata i kao Hadži Džaferova džamija), džamija je u Gračanici. Nalazi se u sastavu Medžlisa Islamske zajednice Gračanica, u okvirima Tuzlanskog muftiluka. Nacionalni je spomenik Bosne i Hercegovine.

## Povijest
Tijekom 19. stoljeća Gračanica se širi na jug niz rijeku Sokolušu, tako da nastaju nove mahale između kojih i Hadži Džaferova mahala s džamijom. U drugoj polovini 19. stoljeća Mula Mustafa Muderizović uvakufio je dio svoje imovine, u vidu zemljišnih nekretnina, od čijih se prihoda financirala rasvjeta i izdvajao dodatak plati imama jedne od gračaničkih džamija. Pretpostavka je, da je riječ o Hadži Džaferovoj ili Lipanjskoj džamiji, koju je ovaj vakif vjerojatno i obnovio. U narodu se zadržalo predanje da je džamiju sagradio izvjesni Hadži Džafer i da je kod džamije zasadio lipu pod kojom su ljudi boravili u hladu, čekajući namaz. Kasnije je to postalo mjesto stalnog okupljanja ljudi nazvano pod Lipom. Činjenica je da su, početkom 20. stoljeća, vakufi Hadži Džaferove džamije, Mula Mustafe Muderizovića i Lipa česme, koju je sagradio neki nepoznati vakif, ujedinjeni u jedan jedinstven vakuf, koji se spominje 1913. godine. Džamija danas nema svoju vakufnamu, jer je izgubljena.
Džamija je zbog dotrajalosti srušena 1934. – 1935. godine, da bi na njenom mjestu bila podignuta nova džamija s drvenim minaretom. Uz staru džamiju bila je i česma u koju je dovedena voda drvenim čunkovima s Drijenče za potrebe džamije i mahale. Taj vodovod je služio do 1937. godine, kada su drveni čunkovi zamijenjeni željeznim cijevima. Džamija je obnovljena i renovirana 1996. godine. Godine 2011. džamija je proglašena Nacionalnim spomenikom Bosne i Hercegovine. 
U haremu džamije je veći mezaristan u kojem su, pretežno nišani novije dobi. Uz samu džamiju nalazi se petnaestak nišana od kojih su neki iz perioda osnivanja džamije.

## Vanjske poveznice
- Lipanjska džamija